# Saamen
Saamen (Qualicum) /prema njihovoj legendi ime Qualicum znači "Where the Dog Salmon Run"; vrsta lososa poznatog i kao chum ili keta, lat. Oncorhynchus keta/, jedno od Salishan plemena naseljenih nekada na rijeci Kwalekum (danas Qualicum) na istočnoj obali otoka Vancouver u kanadskoj provinciji Britanska Kolumbija. Saameni su govorili dijalektom jezika puntlatsh (pentlatch). 
Prema Hodgeu identični su Qualicum Indijancima kojih je 1909. popisano 14. Njihovi potomci danas su poznati pod imenom Qualicum Indian Band a žive na rezervatu Qualicum. Ostali nazivi: Kwa-le-cum, Kwan-le-cum, Quawlicum, Quhlicum.

## Vanjske poveznice
- Qualicum First Nation  Arhivirana inačica izvorne stranice od 14. lipnja 2008. (Wayback Machine)